# Caroline Rosenberg
Caroline Friderike Rosenberg, född 24 september 1810, död 11 februari 1902, var en dansk botaniker. Hon är känd för sin forskning om alger.